# Clubiona nenilini
Clubiona nenilini là một loài nhện trong họ Clubionidae.
Loài này thuộc chi Clubiona. Clubiona nenilini được miêu tả năm 1995 bởi Mikhailov.